# Кокшино (Московская область)
Кокшино — деревня в Рузском районе Московской области, входит в состав сельского поселения Ивановское. Население 22 человека на 2006 год. До 2006 года Кокшино входило в состав Сумароковского сельского округа.
Деревня расположена на западе района, примерно в 15 километрах к северо-западу от Рузы, у границы с Можайским районом, на левом берегу реки Правая Педня, высота центра над уровнем моря 194 м. Ближайшие населённые пункты — Сумароково в 0,5 км на запад и Лидино — в 1 км на восток